# Michel Guy
Pour les articles homonymes, voir Michel Guy (général), Guy et Giroud.
Michel Guy, né le 28 juin 1927 à Paris et mort le 30 juillet 1990 à Paris, est un responsable culturel et homme politique français.

## Biographie

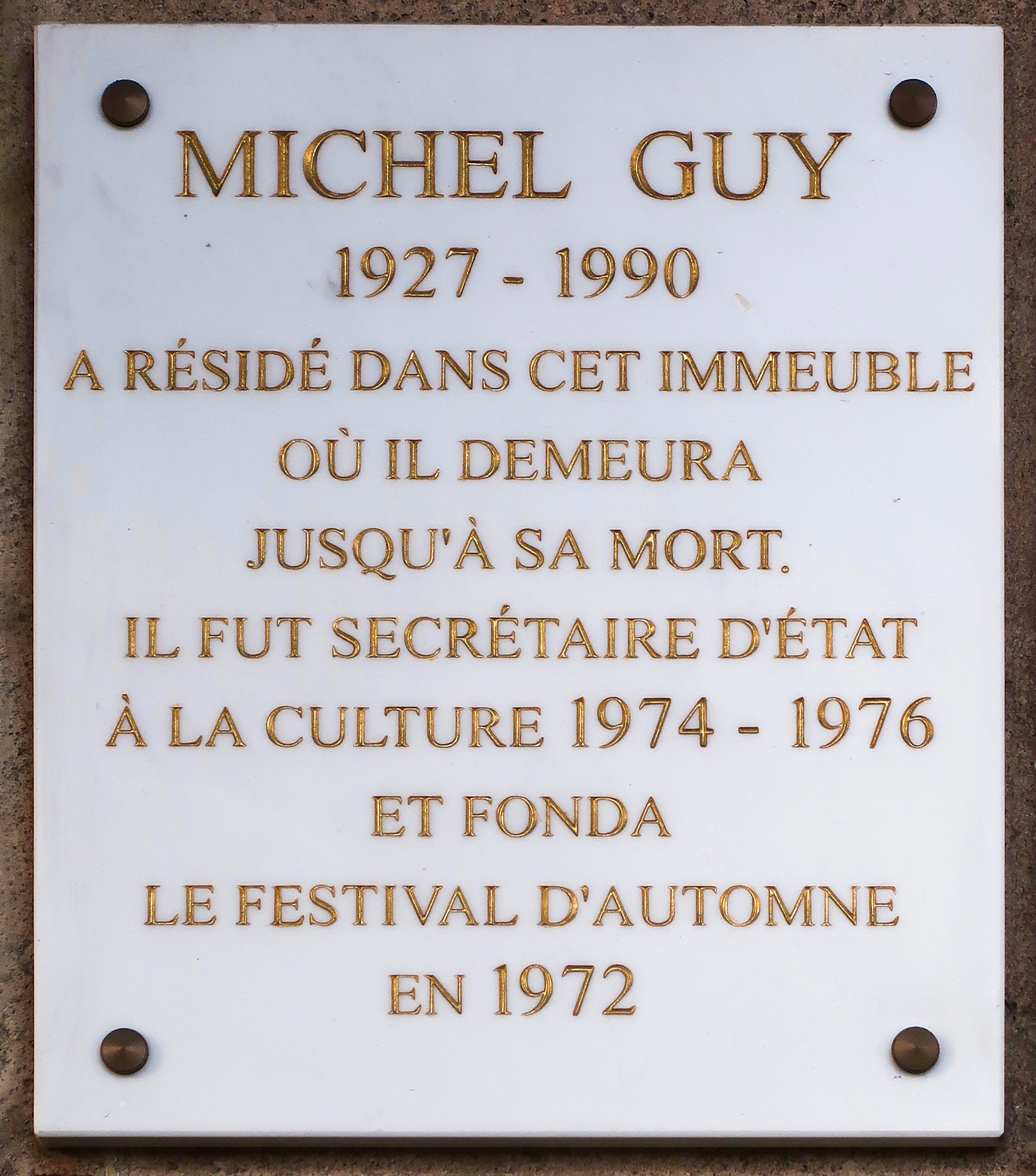
Plaque au n°156 rue de Rivoli (Paris), où il vécut.

Horticulteur de formation, il dirige la société familiale d'horticulture Guy-Charon, entre 1950 et 1970. Collectionneur d'art moderne et contemporain (Bram van Velde), amateur de danse et d'opéra, il est conseiller artistique du Festival international de danse de Paris de 1964 à 1971, auprès de Jean Robin[Lequel ?], directeur du théâtre des Champs-Élysées. Voyageant à travers le monde, il fait ainsi découvrir à la France des danseurs prometteurs : Paul Taylor, Merce Cunningham, Alwin Nikolais, Twyla Tharp.
Ami proche, Georges Pompidou pense d'abord à lui pour diriger l'Opéra de Paris, avant de nommer finalement Rolf Liebermann. Il lui confie alors la responsabilité du Festival d'automne à Paris, qu'il crée en 1972 : symétriquement à la création, avec le Centre Georges-Pompidou, d'une grande institution vouée principalement aux arts plastiques et à la lecture (la musique, avec l'IRCAM, ne viendra que dans un second temps), il s'agit de créer dans la capitale une grande manifestation consacrée à la création contemporaine dans le domaine des arts vivants. Ce festival qui prend le relais du Festival des Nations, est un très grand succès, qui connaît un très grand rayonnement. Il permet à Michel Guy de construire des liens étroits avec les créateurs.
Michel Guy est nommé le 8 juin 1974 secrétaire d'État à la Culture dans le premier gouvernement Jacques Chirac. Libéral dans le domaine économique, il est un fervent partisan du volontarisme politique dans celui de la culture, et gardera une bonne image autant à gauche qu'à droite.
Il concentre son action sur les spectacles vivants, centrés sur la création. Il double l'enveloppe de la politique théâtrale permettant à vingt-cinq troupes de recevoir un million de francs chacune, installe une nouvelle génération aux commandes des centres dramatiques (parmi lesquels Georges Lavaudant, Jean-Pierre Vincent, Bruno Bayen, Gildas Bourdet, Robert Gironès), contre l'esprit du théâtre populaire selon certains pionniers de la décentralisation théâtrale, et réforme le conservatoire, à la tête duquel il nomme le metteur en scène d'avant-garde Jacques Rosner, ce qui fait scandale. Il soutient Rolf Liebermann comme administrateur général de l'Opéra de Paris, dont il fait diffuser Don Giovanni en 1976 à la télévision dans le cadre de l'obligation dans le cahier des charges des sociétés de radio-télévision, de diffuser un quota de manifestations artistiques. Il fonde avec Philippe Tiry l'Office national de diffusion artistique (ONDA) visant à aider l'accueil de troupes théâtrales et chorégraphiques de format moyen par les équipements culturels. Il décide la création de l'Ensemble intercontemporain avec Pierre Boulez, de l'orchestre national de Lille avec Jean-Claude Casadesus et de l'orchestre de Metz. Promoteur de la modern danse américaine en France, depuis le Festival international de danse, il rénove l'approche institutionnelle de la danse et confie à Igor Eisner la mise en place de l'Inspection générale de la danse qui définit une nouvelle politique de la danse.
Sous son impulsion, le ministère de la Culture reprend les attributions du ministère de l'Éducation nationale en matière de lecture publique qui se dote, en 1975, d'une direction du Livre et réforme le Centre national des lettres. Il lance les « chartes culturelles » pour accentuer la collaboration entre l'État et les collectivités territoriales, devenues ensuite « conventions de développement culturel ». Dans le domaine de la politique du patrimoine, il est l'artisan du classement des centres historiques d'une centaine de villes de plus de 20 000 habitants, et de nombreux monuments des XIXe et XXe siècles. Il lance le projet du musée d'Orsay, signe le décret créant le Centre Pompidou dont il double les budgets de fonctionnement, installe le musée Picasso à l'hôtel Salé et engage la rénovation de nombreux musées de province. Il supprime la censure au cinéma, en instaurant une taxe de 33 % pour les films violents ou pornographiques, réforme l'avance sur recettes dont il double les moyens, et enrichit le musée du Cinéma.
Il quitte le ministère le 27 août 1976. « Plus esthète que gestionnaire », il laisse un ministère revitalisé par un « bouillonnement culturel » après une période d'engourdissement, mais sans lui restituer un poids important au sein de la politique gouvernementale, et en laissant un projet prometteur, mais inachevé, donc décevant, selon Emmanuelle Loyer. « Je garde de mon passage rue de Valois la certitude que l'État, en matière de création, doit démultiplier au maximum les centres de décision, qu'il doit se méfier des institutions pesantes, centralisées, des bureaux et de leurs directives, qu'il doit être tout à la fois généreux, humble et libéral. Rien de plus contraire à la création, à mon sens, que tout ce qui pourrait ressembler à de la “culture officielle” », explique-t-il en 1982. Catherine Tasca, qui lui succède un quart de siècle plus tard, loue un « ministre opiniâtre, imaginatif et novateur », ayant « légué l'esprit et fixé le cap » d'un ministère de la Culture redéfini.
Il reprend la direction du Festival d'automne de Paris à partir de février 1977 et ce jusqu'à sa mort. Il est nommé en 1980 président de la Villa Médicis hors les murs du ministère des Affaires étrangères, un programme de bourses de création artistique qu'il suit jusqu'à son décès, président du conseil d’administration de la Cinémathèque française également en 1980, vice-président délégué du Festival d'Avignon en 1983, et vice-président de la Société européenne de programmes de télévision (La SEPT) en 1987.
Homosexuel, Michel Guy meurt du sida en 1990, sans que la presse mentionne la cause de son décès.

## Décorations
- Officier de la Légion d'honneur[réf. souhaitée][Quand ?]
- Commandeur de l'ordre des Arts et des Lettres, ex officio en tant que secrétaire d'État chargé de la Culture, président du conseil de l'ordre (1974)[9]